# Bộ trưởng Y tế, Lao động và Phúc lợi
Bộ trưởng Y tế, Lao động và Phúc lợi (厚生労働大臣 (Hậu sinh Lao động Đại thần) Kōsei Rōdō Daijin), là thành viên Nội các Nhật Bản phụ trách Bộ Y tế, Lao động và Phúc lợi, thực hiện một số chính sách y tế nghiêm trọng và một số chính sách lao động nghiêm trọng.

## Danh sách bộ trưởng
| Bộ trưởng Y tế, Lao động và Phúc lợi | Bộ trưởng Y tế, Lao động và Phúc lợi | Bộ trưởng Y tế, Lao động và Phúc lợi | Bộ trưởng Y tế, Lao động và Phúc lợi       | Bộ trưởng Y tế, Lao động và Phúc lợi      | Bộ trưởng Y tế, Lao động và Phúc lợi            | Bộ trưởng Y tế, Lao động và Phúc lợi |
| TT                                   | Chân dung                            | Chân dung                            | Nội các                                    | Nội các                                   | Nhiệm kỳ                                        | Đảng                                 |
| ------------------------------------ | ------------------------------------ | ------------------------------------ | ------------------------------------------ | ----------------------------------------- | ----------------------------------------------- | ------------------------------------ |
| 1                                    |                                      | Sakaguchi Chikara                    | Nội các Mori lần 2                         | Cải tổ (sau khi tổ chức lại các bộ)       | 6 tháng 1 năm 2001 - 26 tháng 4 năm 2001        | Đảng Công minh                       |
| 2                                    | Nội các Koizumi lần 1                | Nội các Koizumi lần 1                | 26 tháng 4 năm 2001 - 19 tháng 11 năm 2003 |                                           |                                                 | Đảng Công minh                       |
| 2                                    | Cải tổ lần 1                         | Sakaguchi Chikara                    | 26 tháng 4 năm 2001 - 19 tháng 11 năm 2003 |                                           |                                                 | Đảng Công minh                       |
| 2                                    | Cải tổ lần 2                         | Sakaguchi Chikara                    | 26 tháng 4 năm 2001 - 19 tháng 11 năm 2003 |                                           |                                                 | Đảng Công minh                       |
| 3                                    | Nội các Koizumi lần 2                | Nội các Koizumi lần 2                | 19 tháng 11 năm 2003 - 27 tháng 9 năm 2004 |                                           |                                                 | Đảng Công minh                       |
| 4                                    |                                      | Otsuji Hidehisa                      |                                            | Cải tổ                                    | 27 tháng 9 năm 2004 - 21 tháng 9 năm 2005       | Đảng Dân chủ Tự do                   |
| 5                                    | Nội các Koizumi lần 3                | Nội các Koizumi lần 3                | 21 tháng 9 năm 2005 - 31 tháng 10 năm 2005 |                                           |                                                 | Đảng Dân chủ Tự do                   |
| 6                                    |                                      | Kawasaki Jirō                        |                                            | Cải tổ                                    | 31 tháng 10 năm 2005 - Ngày 26 tháng 9 năm 2006 | Đảng Dân chủ Tự do                   |
| 7                                    |                                      | Yanagisawa Hakuo                     | Nội các Abe lần 1                          | Nội các Abe lần 1                         | 26 tháng 9 năm 2006 - 27 tháng 8 năm 2007       | Đảng Dân chủ Tự do                   |
| 8                                    |                                      | Masuzoe Yōichi                       |                                            | Cải tổ                                    | 27 tháng 8 năm 2007 - 26 tháng 9 năm 2007       | Đảng Dân chủ Tự do                   |
| 9                                    | Nội các Fukuda Yasuo                 | Nội các Fukuda Yasuo                 | 26 tháng 9 năm 2007 - 24 tháng 9 năm 2008  |                                           |                                                 | Đảng Dân chủ Tự do                   |
| 9                                    | Cải tổ                               | Masuzoe Yōichi                       | 26 tháng 9 năm 2007 - 24 tháng 9 năm 2008  |                                           |                                                 | Đảng Dân chủ Tự do                   |
| 10                                   | Nội các Asō                          | Nội các Asō                          | 24 tháng 9 năm 2008 - 16 tháng 9 năm 2009  |                                           |                                                 | Đảng Dân chủ Tự do                   |
| 11                                   |                                      | Nagatsuma Akira                      | Nội các Hatoyama Yukio                     | Nội các Hatoyama Yukio                    | 16 tháng 9 năm 2009 - 8 tháng 6 năm 2010        | Đảng Dân chủ                         |
| 12                                   | Nội các Kan                          | Nội các Kan                          | 8 tháng 6 năm 2010 - 17 tháng 9 năm 2010   |                                           |                                                 | Đảng Dân chủ                         |
| 13                                   |                                      | Hosokawa Ritsuo                      |                                            | Cải tổ lần 1                              | 17 tháng 9 năm 2010 - 2 tháng 9 năm 2011        | Đảng Dân chủ                         |
| 13                                   | Cải tổ lần 2                         | Hosokawa Ritsuo                      |                                            |                                           | 17 tháng 9 năm 2010 - 2 tháng 9 năm 2011        | Đảng Dân chủ                         |
| 14                                   |                                      | Komiyama Yōko                        | Nội các Noda                               | Nội các Noda                              | 2 tháng 9 năm 2011 - 1 tháng 10 năm 2012        | Đảng Dân chủ                         |
| 14                                   | Cải tổ lần 1                         | Komiyama Yōko                        |                                            |                                           | 2 tháng 9 năm 2011 - 1 tháng 10 năm 2012        | Đảng Dân chủ                         |
| 14                                   | Cải tổ lần 2                         | Komiyama Yōko                        |                                            |                                           | 2 tháng 9 năm 2011 - 1 tháng 10 năm 2012        | Đảng Dân chủ                         |
| 15                                   |                                      | Mitsui Wakio                         |                                            | Cải tổ lần 3                              | 1 tháng 10 năm 2012 - 26 tháng 12 năm 2012      | Đảng Dân chủ                         |
| 16                                   |                                      | Norihisa Tamura                      | Nội các Abe lần 2                          | Nội các Abe lần 2                         | 26 tháng 12 năm 2012 - 3 tháng 9 năm 2014       | Đảng Dân chủ Tự do                   |
| 17                                   |                                      | Shiozaki Yasuhisa                    |                                            | Cải tổ                                    | 3 tháng 9 năm 2014 - 24 tháng 12 năm 2014       | Đảng Dân chủ Tự do                   |
| 18                                   | Nội các Abe lần 3                    | Nội các Abe lần 3                    | 24 tháng 12 năm 2014 - 3 tháng 8, 2017     |                                           |                                                 | Đảng Dân chủ Tự do                   |
| 18                                   | Cải tổ lần 1                         | Shiozaki Yasuhisa                    | 24 tháng 12 năm 2014 - 3 tháng 8, 2017     |                                           |                                                 | Đảng Dân chủ Tự do                   |
| 18                                   | Cải tổ lần 2                         | Shiozaki Yasuhisa                    | 24 tháng 12 năm 2014 - 3 tháng 8, 2017     |                                           |                                                 | Đảng Dân chủ Tự do                   |
| 19                                   |                                      | Katō Katsunobu                       |                                            | Cải tổ lần 3                              | 3 tháng 8 năm 2017 - 1 tháng 11 năm 2017        | Đảng Dân chủ Tự do                   |
| 20                                   | Nội các Abe lần 4                    | Nội các Abe lần 4                    | 1 tháng 11 năm 2017 - 2 tháng 10 năm 2018  |                                           |                                                 | Đảng Dân chủ Tự do                   |
| 21                                   |                                      | Nemoto Takumi                        |                                            | Cải tổ lần 1                              | 2 tháng 10 năm 2018 - 11 tháng 9 năm 2019       | Đảng Dân chủ Tự do                   |
| 22                                   |                                      | Katō Katsunobu                       |                                            | Cải tổ lần 2                              | 11 tháng 9 năm 2019 - 16 tháng 9 năm 2020       | Đảng Dân chủ Tự do                   |
| 23                                   |                                      | Norihisa Tamura                      | Nội các Suga                               | Nội các Suga                              | 16 tháng 9 năm 2020 - 4 tháng 10 năm 2021       | Đảng Dân chủ Tự do                   |
| 24                                   |                                      | Gotō Shigeyuki                       | Nội các Kishida lần 1                      | Nội các Kishida lần 1                     | 4 tháng 10 năm 2021 - 10 tháng 11 năm 2021      | Đảng Dân chủ Tự do                   |
| 25                                   | Nội các Kishida lần 2                | Nội các Kishida lần 2                | 10 tháng 11 năm 2021 - 10 tháng 8 năm 2022 |                                           |                                                 | Đảng Dân chủ Tự do                   |
| 26                                   |                                      | Katō Katsunobu                       |                                            | Cải tổ lần 1                              | 10 tháng 8 năm 2022 - 13 tháng 9 năm 2023       | Đảng Dân chủ Tự do                   |
| 27                                   |                                      | Takemi Keizō                         | Cải tổ lần 2                               | 13 tháng 9 năm 2023 - 1 tháng 10 năm 2024 |                                                 | Đảng Dân chủ Tự do                   |
| 28                                   |                                      | Fukuoka Takamaro                     | Nội các Ishiba lần 1                       | Nội các Ishiba lần 1                      | 1 tháng 10 năm 2024 - 11 tháng 11 năm 2024      | Đảng Dân chủ Tự do                   |
| 29                                   | Nội các Ishiba lần 2                 | Nội các Ishiba lần 2                 | 11 tháng 11 năm 2024 - đương nhiệm         |                                           |                                                 | Đảng Dân chủ Tự do                   |